# Adiantum recurvatum
Adiantum recurvatum är en kantbräkenväxtart som först beskrevs av David Don, och fick sitt nu gällande namn av Fraser-jenk. Adiantum recurvatum ingår i släktet Adiantum och familjen Pteridaceae. Inga underarter finns listade.